# Hanns Kobinger
Hanns Kobinger (* 26. Juli 1892 in Linz; † 25. Jänner 1974 in Gramastetten) war ein österreichischer Maler und Graphiker.

## Leben und Wirken
Er wurde als drittes von fünf Kindern geboren und verbrachte Kindheit, Jugend und Berufslaufbahn als Bankbeamter der OÖ. Landeshypothekenanstalt in Linz. Ein schwerer Unfall beendete 1928 seine Beamtenlaufbahn. Kobinger war bereits während seiner Schulzeit künstlerisch interessiert, besuchte Anfang der 1920er-Jahre die Kunstschule von Matthias May und traf sich monatlich im Club Grille mit anderen jungen Künstlern unter der Führung von Franz Kuhn.
1921 wurde er Mitglied der Künstlervereinigung MAERZ und nahm zwischen 1926 und 1931 an deren Kollektivausstellungen teil. Ab 1946 machte er mit der Teilnahme an Ausstellungen im In- und Ausland, u. a. in Stockholm, Minneapolis und Minnesota auf sich aufmerksam. Er gehörte auch der Wiener Secession an.
Nach seiner Genesung hielt er sich mehrere Jahre im Ausland auf und zog 1935 mit seiner zweiten Frau Eva Kirstein-Josupeit nach Grundlsee, wo er bis kurz vor seinem Tod wohnte und wirkte, weshalb er auch als Maler vom Grundlsee bezeichnet wurde. Er starb in Gramastetten und ist in Grundlsee begraben.
Die Neue Galerie der Stadt Linz (Lentos Kunstmuseum) hat zahlreiche seiner Werke im Bestand.
Sein Werk umfasst Aquarelle, Tuschfederzeichnungen, Linolschnitte und vor allem Druckgraphiken. Auguste Kronheim war seine Schülerin.

## Auszeichnungen
- Silbernes Ehrenzeichen für Verdienste um die Republik Österreich